# Grande Prêmio da Espanha de 1995
Resultados do Grande Prêmio da Espanha de Fórmula 1 realizado em Barcelona em 14 de maio de 1995. Quarta etapa da temporada, teve como vencedor o alemão Michael Schumacher, que subiu ao pódio junto a Johnny Herbert numa dobradinha da Benetton-Renault com Gerhard Berger em terceiro pela Ferrari.

## Resumo
Primeiro pódio de Johnny Herbert e última corrida na carreira de Nigel Mansell e Karl Wendlingler na categoria

## Classificação da prova

### Treinos oficiais
| Pos.   | Nº | Piloto                 | Construtor         | Tempo Q1 | Tempo Q2 | Diferença |
| ------ | -- | ---------------------- | ------------------ | -------- | -------- | --------- |
| 1      | 1  | Michael Schumacher     | Benetton-Renault   | 1:23.535 | 1:21.452 | —         |
| 2      | 27 | Jean Alesi             | Ferrari            | 1:23.104 | 1:22.052 | + 0.600   |
| 3      | 28 | Gerhard Berger         | Ferrari            | 1:23.458 | 1:22.071 | + 0.619   |
| 4      | 6  | David Coulthard        | Williams-Renault   | 1:23.496 | 1:22.332 | + 0.880   |
| 5      | 5  | Damon Hill             | Williams-Renault   | 1:24.356 | 1:22.349 | + 0.897   |
| 6      | 15 | Eddie Irvine           | Jordan-Peugeot     | 1:24.891 | 1:23.352 | + 1.900   |
| 7      | 2  | Johnny Herbert         | Benetton-Renault   | 1:24.461 | 1:23.536 | + 2.084   |
| 8      | 14 | Rubens Barrichello     | Jordan-Peugeot     | 1:26.413 | 1:23.705 | + 2.253   |
| 9      | 8  | Mika Häkkinen          | McLaren-Mercedes   | 1:24.427 | 1:23.833 | + 2.381   |
| 10     | 7  | Nigel Mansell          | McLaren-Mercedes   | 1:26.246 | 1:23.927 | + 2.475   |
| 11     | 25 | Martin Brundle         | Ligier-Mugen/Honda | 1:26.747 | 1:24.727 | + 3.275   |
| 12     | 30 | Heinz-Harald Frentzen  | Sauber-Ford        | 1:25.655 | 1:24.802 | + 3.350   |
| 13     | 4  | Mika Salo              | Tyrrell-Yamaha     | 1:26.462 | 1:24.971 | + 3.519   |
| 14     | 9  | Gianni Morbidelli      | Footwork-Hart      | 1:27.280 | 1:25.053 | + 3.601   |
| 15     | 26 | Olivier Panis          | Ligier-Mugen/Honda | 1:25.902 | 1:25.204 | +3.752    |
| 16     | 12 | Jos Verstappen         | Simtek-Ford        | 1:27.666 | 1:25.827 | + 4.375   |
| 17     | 3  | Ukyo Katayama          | Tyrrell-Yamaha     | 1:26.033 | 1:25.946 | + 4.494   |
| 18     | 10 | Taki Inoue             | Footwork-Hart      | 1:26.846 | 1:26.059 | + 4.607   |
| 19     | 23 | Pierluigi Martini      | Minardi-Ford       | 1:28.008 | 1:26.619 | + 5.167   |
| 20     | 29 | Karl Wendlinger        | Sauber-Ford        | 1:28.305 | 1:27.007 | + 5.555   |
| 21     | 24 | Luca Badoer            | Minardi-Ford       | 1:28.563 | 1:27.345 | + 5.893   |
| 22     | 11 | Domenico Schiattarella | Simtek-Ford        | 1:28.312 | 1:27.575 | + 6.123   |
| 23     | 17 | Andrea Montermini      | Pacific-Ford       | 1:29.942 | 1:28.094 | + 6.642   |
| 24     | 16 | Bertrand Gachot        | Pacific-Ford       | 1:30.429 | 1:28.598 | + 7.146   |
| 25     | 22 | Roberto Moreno         | Forti-Ford         | 1:31.063 | 1:28.963 | + 7.511   |
| 26     | 21 | Pedro Paulo Diniz      | Forti-Ford         | 1:30.578 | 1:29.540 | + 8.088   |
| Fonte: |    |                        |                    |          |          |           |

### Corrida
| Pos.   | Nº | Piloto                 | Construtor         | Voltas | Tempo/Diferença        | Grid | Pontos |
| ------ | -- | ---------------------- | ------------------ | ------ | ---------------------- | ---- | ------ |
| 1      | 1  | Michael Schumacher     | Benetton-Renault   | 65     | 1:34:20.507            | 1    | 10     |
| 2      | 2  | Johnny Herbert         | Benetton-Renault   | 65     | + 51.988               | 7    | 6      |
| 3      | 28 | Gerhard Berger         | Ferrari            | 65     | + 1:05.237             | 3    | 4      |
| 4      | 5  | Damon Hill             | Williams-Renault   | 65     | + 2:01.749             | 5    | 3      |
| 5      | 15 | Eddie Irvine           | Jordan-Peugeot     | 64     | + 1 volta              | 6    | 2      |
| 6      | 26 | Olivier Panis          | Ligier-Mugen/Honda | 64     | + 1 volta              | 15   | 1      |
| 7      | 14 | Rubens Barrichello     | Jordan-Peugeot     | 64     | + 1 volta              | 8    |        |
| 8      | 30 | Heinz-Harald Frentzen  | Sauber-Ford        | 64     | + 1 volta              | 12   |        |
| 9      | 25 | Martin Brundle         | Ligier-Mugen/Honda | 64     | + 1 volta              | 11   |        |
| 10     | 4  | Mika Salo              | Tyrrell-Yamaha     | 64     | + 1 volta              | 13   |        |
| 11     | 9  | Gianni Morbidelli      | Footwork-Hart      | 63     | + 2 voltas             | 14   |        |
| 12     | 12 | Jos Verstappen         | Simtek-Ford        | 63     | + 2 voltas             | 16   |        |
| 13     | 29 | Karl Wendlinger        | Sauber-Ford        | 63     | + 2 voltas             | 20   |        |
| 14     | 23 | Pierluigi Martini      | Minardi-Ford       | 62     | + 3 voltas             | 19   |        |
| 15     | 11 | Domenico Schiattarella | Simtek-Ford        | 61     | + 4 voltas             | 22   |        |
| Ret    | 3  | Ukyo Katayama          | Tyrrell-Yamaha     | 56     | Motor                  | 17   |        |
| Ret    | 6  | David Coulthard        | Williams-Renault   | 54     | Câmbio                 | 4    |        |
| Ret    | 8  | Mika Häkkinen          | McLaren-Mercedes   | 53     | Sistema de combustível | 9    |        |
| Ret    | 10 | Taki Inoue             | Footwork-Hart      | 43     | Transmissão            | 18   |        |
| Ret    | 16 | Bertrand Gachot        | Pacific-Ford       | 43     | Fogo                   | 24   |        |
| Ret    | 22 | Roberto Moreno         | Forti-Ford         | 39     | Superaquecimento       | 25   |        |
| Ret    | 27 | Jean Alesi             | Ferrari            | 25     | Motor                  | 2    |        |
| Ret    | 24 | Luca Badoer            | Minardi-Ford       | 21     | Câmbio                 | 21   |        |
| Ret    | 7  | Nigel Mansell          | McLaren-Mercedes   | 18     | Handling               | 10   |        |
| Ret    | 21 | Pedro Paulo Diniz      | Forti-Ford         | 17     | Câmbio                 | 26   |        |
| DNS    | 17 | Andrea Montermini      | Pacific-Ford       | 0      | Não largou             | 23   |        |
| Fonte: |    |                        |                    |        |                        |      |        |

## Tabela do campeonato após a corrida
| Pos.   | Piloto             | Pontos |
| ------ | ------------------ | ------ |
| 1      | Michael Schumacher | 24     |
| 2      | Damon Hill         | 23     |
| 3      | Jean Alesi         | 14     |
| 4      | Gerhard Berger     | 13     |
| 5      | David Coulthard    | 9      |
| Fonte: |                    |        |

| Pos.   | Construtor       | Pontos |
| ------ | ---------------- | ------ |
| 1      | Ferrari          | 27     |
| 2      | Williams-Renault | 26     |
| 3      | Benetton-Renault | 23     |
| 4      | McLaren-Mercedes | 6      |
| 5      | Sauber-Ford      | 3      |
| Fonte: |                  |        |

- Nota: Somente as primeiras cinco posições estão listadas.